# 张家湾清真寺

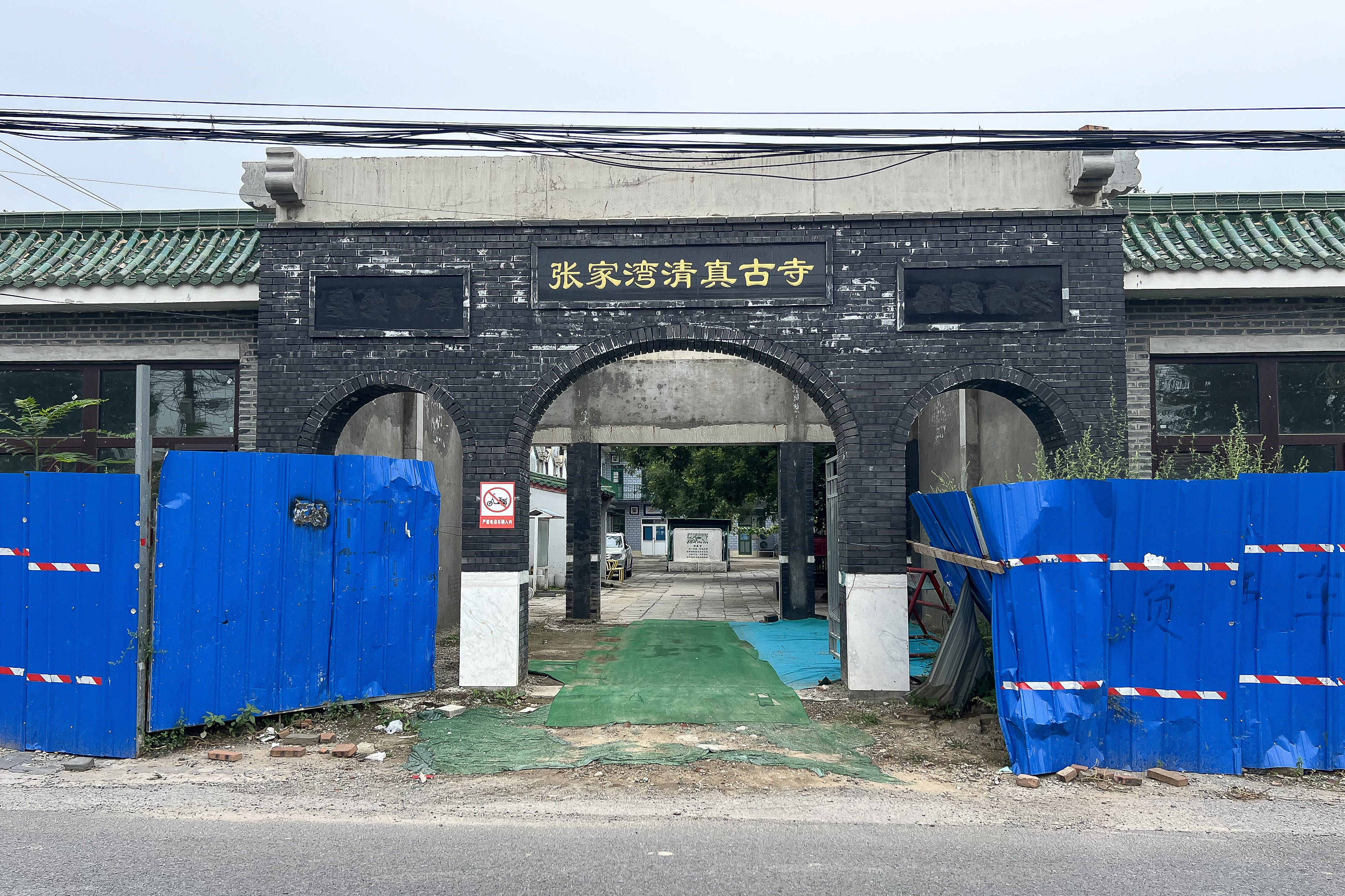
张家湾清真寺入口

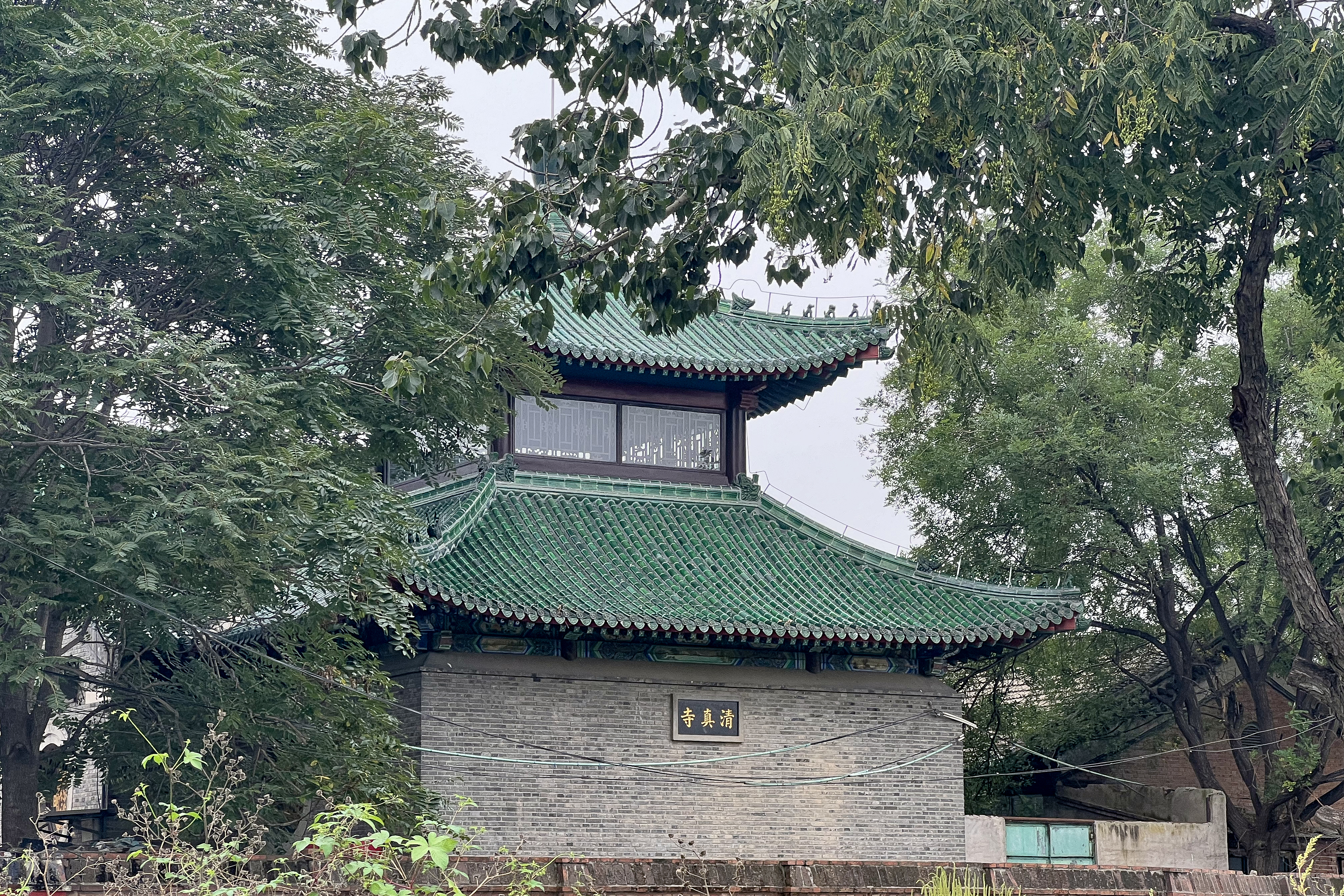
由西北侧拍摄的张家湾清真寺

张家湾清真寺，位于北京市通州区张家湾镇张湾镇村，是一座伊斯兰教清真寺。

## 简介
元朝至元二十七年（1290年）开辟漕粮海运，海运船只循白河达张家湾城再转运到大都。至元三十年（1293年）通惠河开凿完工。1302年前，由于江淮富户不断侵占民田，大量农民外流，同时江淮漕运司又被并入海船万户府，完全改由海道运输。负责海运的千户张瑄，征雇大批漕丁，商贾也纷纷北渡。张家湾城和通州城的回族户数因此增加，清真寺应运而生。张家湾清真寺始建于明朝，现为通州区文物保护单位。
张家湾清真寺坐西朝东，一进院落，带南跨院。山门原来是山顶砖砌仿木结构。中轴线上主要建筑为礼拜殿，勾连搭四卷，硬山简瓦，第一、三两卷是箍头脊，第二卷是调大脊。礼拜殿第四卷明间是窑殿，四角攒尖绿琉璃宝顶，次间为卷棚顶。礼拜殿有彩画博古图，西头砖雕，嵌山方圆木窗，井口天花。南、北讲堂与礼拜殿之间由海棠柱曲廊连接。
院中有一株古槐。另有四株古柏，平面形成梯形，如今东北角的一株已无。1860年8月间，英法联军进攻北京，途经这里，当地民众群起反抗，在张家湾清真寺内古柏旁边埋锅造饭，将东北角的这株古柏烧死。院内还有一口古缸，缸上浮雕着仙鹤、荷花、海水等图案，六角形须弥座束腰浮雕着鸟兽纹。
文化大革命期间，该寺受到较大拆改，但大部分建筑尚存，至今仍为回民宗教活动场所。